# Marcel Rijckaert
Marcel Rijckaert (Adegem, 21 juli 1924 - Gent, 10 mei 2001) was een Belgisch wielrenner. Rijckaert was beroepswielrenner van 1944 tot 1960. 
Rijckaert begon zijn wielrennersloopbaan in de Tweede Wereldoorlog. Hij werd Belgisch Kampioen op de weg bij de nieuwelingen in 1941 en behaalde in 1943 zowel het Belgisch kampioenschap wielrennen voor profs b in Ciney als het Belgisch kampioenschap wielrennen voor junioren.
In 1948 werd hij achtste in de allereerste klassering van het regelmatigheidsklassement Challenge Desgrange-Colombo, wat hij deels te danken had aan zijn derde plaatsen in zowel Dwars door België als de Ronde van Vlaanderen. 
Van 1949 tot 1954 reed Rijckaert in februari ook de Zesdaagse van Gent. In 1954 reed hij ook de Zesdaagse van Antwerpen. In 1949 vormde hij een team met broer Arsène Rijckaert, in 1951 met Odiel Van Den Meersschaut, in 1953 en 1954 in Gent met Lievin Lerno en in 1954 in Antwerpen met Karel De Baere.
Rijckaert reed jaren als helper voor Raymond Impanis in het team Mercier-Hutchinson. In 1960 eindigde hij zijn actieve carrière bij Wiel's Flandria waar hij op 29 april startte met rijden en op 5 mei stopte. Hij vond evenwel een tweede carrière als de trouwe fietsmecanicien en vertrouweling van Eddy Merckx tijdens diens carrière.

## Palmares
- 1941:  Belgisch kampioenschap wielrennen voor nieuwelingen
- 1943:  Belgisch kampioenschap wielrennen voor profs b in Ciney
- 1943:  Belgisch kampioenschap wielrennen voor junioren
- 1943:  Wakken
- 1943:  Sijsele
- 1944:  Torhout
- 1944:  De Drie Zustersteden
- 1945:  Omloop van België
- 1945:  Wingene
- 1947: 10e Ronde van Vlaanderen
- 1947:  Eeklo
- 1947:  Ronde van Oost-Vlaanderen
- 1947:  Knokke-Heist
- 1948:  Dwars door België
- 1948:  Ronde van Vlaanderen
- 1948:  Brussel - Moorslede
- 1948:  Strijpen
- 1948:  De Drie Zustersteden
- 1950:  Maldegem
- 1951:  Eeklo
- 1951:  Eke
- 1952:  Petegem-aan-de-Leie
- 1952:  Schelde-Dender-Leie
- 1953:  Deinze
- 1953:  Elfstedenronde
- 1953:  Leuven
- 1953:  GP Mere
- 1953:  Lessines
- 1954: 4e Ronde van Vlaanderen
- 1954:  Eeklo
- 1954:  Parijs-Roubaix
- 1954:  Dwars door België
- 1955: 8e Ronde van Vlaanderen
- 1956:  Elfstedenronde
- 1956:  Nokere Koerse[2]
- 1956:  GP Zele
- 1956:  Criterium van Sint-Niklaas
- 1959: 6e E3 Harelbeke
- 1959:  Oostakker

## Resultaten in voornaamste wedstrijden
| Jaar | Ronde van Vlaanderen | Parijs-Roubaix | Luik-Bast.‑Luik | Gent-Wevelgem | Parijs-Tours |
| ---- | -------------------- | -------------- | --------------- | ------------- | ------------ |
| 1945 | 27e                  |                |                 |               |              |
| 1946 |                      |                |                 |               |              |
| 1947 | 10e                  |                | 7e              | 22e           | 16e          |
| 1948 | ↑                    | 7e             | 9e              |               |              |
| 1949 |                      |                |                 |               | 9e           |
| 1950 | 12e                  |                | 44e             | 4e            |              |
| 1951 |                      | 35e            | 36e             |               | 22e          |
| 1952 | 11e                  | 27e            |                 |               |              |
| 1953 | 29e                  |                |                 | 25e           |              |
| 1954 | 4e                   | ↑              |                 | 4e            | 15e          |
| 1955 | 8e                   | 45e            |                 | 8e            |              |
| 1956 |                      | 55e            |                 |               | 16e          |
| 1957 |                      |                |                 | 43e           |              |
| 1958 |                      |                |                 |               |              |
| 1959 | 35e                  |                |                 |               | 6e           |

| Jaar | Omloop Het Volk | KBK   |
| ---- | --------------- | ----- |
| 1945 |                 |       |
| 1946 | Zilver          |       |
| 1947 | 16e             |       |
| 1948 | 17e             |       |
| 1949 | 20e             |       |
| 1950 |                 |       |
| 1951 | 9e              | 4e    |
| 1952 | 38e             |       |
| 1953 | Brons           |       |
| 1954 |                 |       |
| 1955 | 8e              |       |
| 1956 | 6e              |       |
| 1957 |                 |       |
| 1958 |                 | Brons |
| 1959 | 9e              | 9e    |